# Lola la Piconera
Lola la Piconera és una pel·lícula espanyola de 1951 dirigida per Luis Lucia Mingarro, basada en una obra de teatre de José María Pemán i interpretada per la cançonetista Juanita Reina.
La pel·lícula Lola la Piconera està inspirada en l'obra de teatre de José María Pemán Cuando las Cortes de Cádiz. L'adaptació cinematogràfica converteix una obra reaccionària i antiliberal, característica de la dramatúrgia de Pemán durant el període republicà, en un guió propi de pel·lícula folklòrica, amb molt major protagonisme i lluïment del seu protagonista Juanita Reina, una de les estrelles del cinema espanyol i la cobla d'aleshores
El rodatge de la pel·lícula, dirigida per Luis Lucia, es va iniciar el 25 de juny de 1950 als Estudis Sevilla Films de Madrid, mentre que els exteriors es van gravar a la ciutat de Cadis, Chiclana de la Frontera, El Puerto de Santa María i Jerez de la Frontera. Les imatges de Cadis constitueixen un document privilegiat sobre la ciutat en aquests anys.

## Argument
La pel·lícula està ambientada a l'assetjament a la ciutat de Cadis durant la Guerra del Francès. Lola, la propietària de la taberna Lola la Piconera, està enamorada d'un oficial francès.

## Repartiment
- Juanita Reina - Lola
- Virgilio Teixeira - Capità Gustavo Lefevre
- Manuel Luna - Mariscal Víctor
- Fernando Nogueras - Rafael Otero
- Félix Dafauce - Juan de Acuña
- Fernando Fernández de Córdoba - General Alburquerque
- Alberto Romea - Salazar
- Arturo Marín - Jefe de los gitanos
- José Isbert - Soldado José Rodríguez
- Nicolás D. Perchicot - Ventero
- Antonio Riquelme - Domingo Carmona
- Miguel Pastor - Venegas
- Valeriano Andrés - Teniente Jouvert
- Francisco Bernal - Gerard
- Alfonso de Córdoba - Lacour
- Casimiro Hurtado - Zapatero
- Domingo Rivas - Oficial de alistamiento
- Manuel Guitián - Ujier de las cortes
- José Guardiola - Gallardo
- Concha López Silva - Gitana vieja
- Ana Esmeralda - 'Bailaora' gitana
- José Toledano - 'Bailaor' Gitano

## Cançons
Les cançons són obra de Quintero, León y Quiroga:
- Lola la Piconera (tanguillo)
- Callejuela Sin Salida (zambra)
- Con Las Bombas Que Tiran (pasacalle)
- Como dos barquitos (marcha)

## Adaptació a televisió
L'èxit de la pel·lícula i de les seves cançons van portar a Televisió Espanyola a realitzar una nova versió a principis dels anys setanta, amb una jove Rocío Jurado com a protagonista.